# Dąbrowa Brzezieńska
Dąbrowa Brzezieńska (kaszb. Dãbrowka) – wieś kaszubska w Polsce położona w województwie pomorskim, w powiecie wejherowskim, w gminie Łęczyce na zachodnim skraju Puszczy Wierzchucińskiej. Na wschód od miejscowości znajduje się rezerwat przyrody Długosz Królewski w Łęczynie.
Według danych na dzień 23 października 2019 roku wieś zamieszkuje 81 mieszkańców. Sołectwo zajmuje powierzchnię 203 ha.
W latach 1957–1975 miejscowość administracyjnie należała do województwa gdańskiego, powiatu lęborskiego. W latach 1975–1998 miejscowość administracyjnie należała do województwa gdańskiego. Obecnie miejscowość zaliczana jest do ziemi lęborskiej włączonej w skład powiatu wejherowskiego.